# Miseekwigweelis
Miseekwigweelis, jedno od plemena ili tribeleta Skagit Indijanaca danas naseljeni na rezervatu Swinomish u Washingtonu. Zajedno s ostalim plemenima 22 sječnja 1855. obuhvaćeni su ugovorom Pt Elliott, prema kojemu svoju zemlju prepuštaju SAD-u i odlaze na rezervat. 

## Vanjske poveznice
- Indian Tribe History  Arhivirana inačica izvorne stranice od 12. listopada 2009. (Wayback Machine)